# 지장보살본원경 (보물 제1104호)
지장보살본원경(地藏菩薩本願經)은 서울특별시 관악구 신림동, 호림박물관에 있는 조선시대의 목판본 불경이다. 1991년 12월 16일 대한민국의 보물 제1104호로 지정되었다.

## 개요
지장보살본원경은 줄여서 ‘지장경’, ‘지장본원경’이라고 부르기도 한다. 지장보살이 여러 가지 방법으로 중생을 교화하여 죄를 짓고 지옥에서 고통받는 중생들까지도 평등하게 구제하고자 하는 큰 뜻을 세운 경전이다.
이 책은 성종 5년(1474)에 정희대왕대비가 공혜왕후의 명복을 빌기 위하여 간행한 것을 성종 16년(1485)에 다시 찍어낸 것이다. 닥종이에 찍은 목판본으로 권 상·중·하로 나누어진 3권을 하나의 책으로 만들었는데, 크기는 세로 32.3cm, 가로 21cm이다. 권 상의 책 끝부분에는 보각(補刻:목판의 판면이 고르지 않거나 없어진 부분이 있을 때 다시 손질하여 인쇄하는 것)한 기록이 있는데, 보각한 부분도 바로 펴낸 것이 아니라 시주자(施主者)들에 의해 후대에 찍어낸 것으로 보인다. 
왕실에서 정성껏 간행한 것으로 당시 일류 조각가와 대비(大妃)·대군(大君)·학덕이 높은 스님들이 참여하였으며, 당시의 지장신앙과 왕실의 불교 신앙 형태를 살펴볼 수 있는 중요한 자료이다.

## 참고 자료
- 지장보살본원경 - 국가유산청 국가유산포털